# Richard Stanton Avery
Richard Stanton Avery (* 13. Januar 1907 in Oklahoma, USA; † 12. Dezember 1997 in Pasadena, Kalifornien) war ein amerikanischer Erfinder und Unternehmer.
Unbeeindruckt von den weltweiten wirtschaftlichen Problemen, entwickelte Richard Stanton Avery 1935 das erste selbstklebende Preisetikett und legte damit den Grundstein für einen neuen Industriezweig. Die von ihm gegründete Avery Dennison Corporation zählt zu den weltweit führenden Herstellern auf diesem Gebiet. Avery starb im Alter von 90 Jahren in Pasadena, Kalifornien, an den Folgen eines Schlaganfalls.